# Amalia Amaki
Amalia K. Amaki (nascida Lynda Faye Peek, 8 de julho de 1949) é uma artista afro-americana, historiadora da arte, educadora, crítica de cinema e curadora que recentemente residiu em Tuscaloosa, Alabama, onde foi professora de Arte Moderna e Contemporânea na Universidade do Alabama em Tuscaloosa de 2007 a 2012.

## Biografia
Lynda Faye Peek nasceu em Atlanta, Geórgia, a quarta de seis filhas. Seu pai, Norman Vance Peek, era um cantor dos Deep South Boys de Macon, Geórgia. Ela era uma criança criativa e sabia desde cedo que queria ser artista. Ela conheceu o pintor afro-americano Hale Woodruff, que ela citou como uma influência em seu trabalho, quando ela tinha cerca de 10 anos e fez sua primeira venda aos 13 anos. Ela criou naturezas-mortas a partir de sacos de fios e estopa que foram incluídos em uma exibição de móveis na loja de departamentos Rich's em Atlanta. Quando um cliente comprou os móveis, ele assumiu que o trabalho dela estava incluído na venda.
Peek se formou na Georgia State University, em Atlanta, em 1971, com bacharelado em jornalismo e psicologia. Ela mudou seu nome para Amalia K. Amaki em 1978, pouco antes de se mudar para o Novo México, onde obteve um diploma de bacharel da Universidade do Novo México em Albuquerque, Novo México, em fotografia e história da arte. Amaki obteve seu mestrado (1992) em arte moderna europeia e americana e um Ph.D. (1994) em arte e cultura americana do século XX pela Emory University em Atlanta. Amaki ensinou história da arte no Spelman College, Morehouse College e Atlanta College of Art em Atlanta, Geórgia; Kennesaw State University em Kennesaw, Geórgia; e North Georgia College e State University em Dahlonega, Geórgia . Em 2001, ela se tornou Curadora da Coleção Paul R. Jones de Arte Afro-Americana na Universidade de Delaware em Newark, Delaware, onde foi professora dos Departamentos de História da Arte e Estudos Negros até 2007. Depois de deixar essa posição, ela ensinou arte, história da arte e estudos visuais na Universidade do Alabama em Tuscaloosa, Alabama até 2012.

## Produção artística
O trabalho de arte de Amaki explora a vida e a cultura afro-americanas através do uso de fotografia frequentemente incrustada em caixas, colchas e leques. Ela embeleza essas peças com objetos encontrados, como botões, miçangas, flores e pedaços de tecido. Amaki começou a trabalhar com botões quando criança, quando sua mãe lhe deu botões para brincar porque as bolinhas de gude eram muito infantis. Seu trabalho também inclui colchas de fotos (cianotipia) e fotografias digitais em grande escala em tecido, onde retratos são usados como canais para discussões sobre perfis comerciais, marcas culturais e métodos de avanço de suposições culturais.

### Coleções
As obras de arte de Amaki podem ser encontradas em várias coleções de arte privadas em todo o mundo e estão incluídas na coleção permanente do Museu de Belas Artes de Houston, em Houston, Texas; o High Museum of Art em Atlanta, Geórgia; o Museu de Arte Americana de Minnesota em St. Paul, Minnesota; a Universidade de Delaware em Newark, Delaware; o Museu de Arte Gibbes em Charleston, Carolina do Sul; o Museu de Arte Albany em Albany, Geórgia, o Hammonds House Museum em Atlanta, Geórgia; o Museu de Arte Contemporânea da Geórgia (MOCA-GA) em Atlanta, Geórgia e o Tubman African American Museum em Macon, Geórgia, entre outros.

### Exposições
- "Amalia Amaki: Boxes, Buttons and the Blues", uma exposição que inclui 80 obras de mídia mista, resultou de uma colaboração entre o National Museum of Women in the Arts e o Spelman College Museum of Fine Art. Foi inaugurada em Washington, DC, no Museu Nacional de Mulheres nas Artes, onde foi exibida de 10 de junho a 25 de setembro de 2005 e, em seguida, mudou-se para Atlanta, onde esteve em Spelman de 26 de janeiro a 13 de maio de 2006.[5]
- “Homage: Poems and Images of Gratitude and Affection,” foi apresentada na Arnold Art Gallery na Shorter University em 2011 e mais tarde na The Art Gallery no Eissey Campus, Palm Beach State College, 2014.[6][7]